# Evangelische Kirche (Gilserberg)

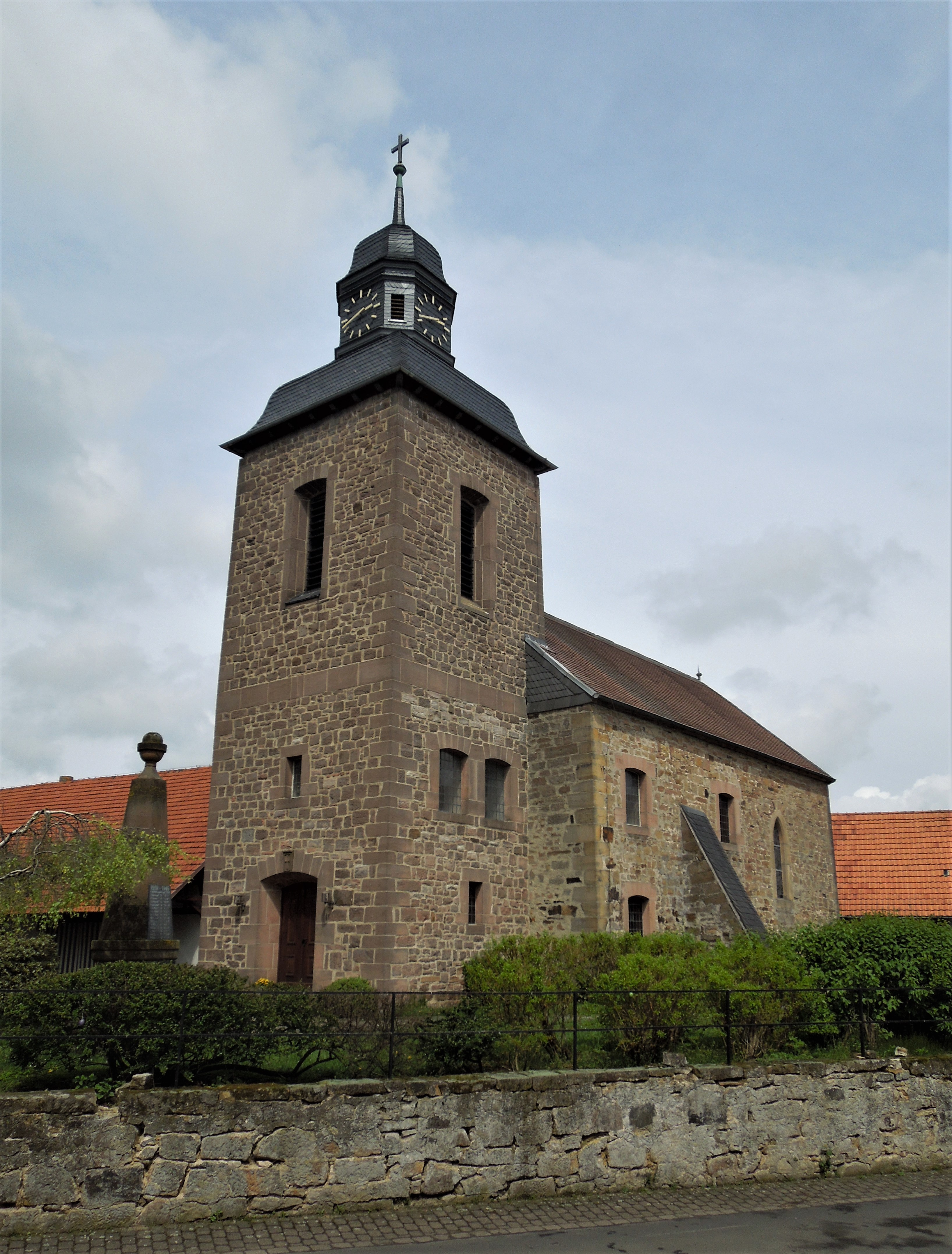
Evangelische Kirche Gilsenberg

Die Evangelische Kirche Gilserberg ist ein denkmalgeschütztes Kirchengebäude, das in der Gemeinde Gilserberg im Schwalm-Eder-Kreis (Hessen) steht. Die Kirchengemeinde gehört zum Kirchenkreis Schwalm-Eder im Sprengel Marburg der Evangelischen Kirche von Kurhessen-Waldeck.

## Beschreibung
Die im Kern spätgotische Saalkirche wurde 1706–09 renoviert. Dem im Osten dreiseitig abgeschlossenen Kirchenschiff wurde bei einer umfangreichen Renovierung 1949/50 im Westen ein Kirchturm vorgesetzt. Dabei wurde die barocke Haube des ehemaligen Dachreiters wiederverwendet. Der Innenraum ist mit einer Flachdecke mit Vouten überspannt. Johann Christian Rindt hat 1742 eine gebrauchte Orgel aus Löhlbach repariert und nach Gilserberg übergeführt. Die Emporen wurden bis auf die Orgelempore 1968 abgebrochen. Die Glasmalereien der fünf spitzbogigen Fenster wurden von Erhardt Klonk 1974 ausgeführt. Die Kanzel ist in Formen der Renaissance gebaut.